# Alchemilla erzincanensis
Alchemilla erzincanensis é uma espécie de rosácea do gênero Alchemilla, pertencente à família Rosaceae.